# Pierre Thuillier
Pierre Thuillier (Amiens, 17 giugno 1799 – Parigi, 19 novembre 1858) è stato un pittore francese.

## Biografia
Pierre Thuillier è stato un pittore paesaggista, dapprima allievo di Louis Étienne Watelet poi appartenente alla Scuola di Barbizon.
Svolse la sua prima attività artistica nella regione di Amiens e nei dintorni della Foresta di Fontainebleau fra il 1831 e il 1832. Da giovane apprendista presso l'atelier di Watelet conobbe Théodore Caruelle d'Aligny e con lui partì in seguito per lavorare in Italia. 
In seguito soggiornò spesso in Germania, in Svizzera, ancora in Italia e ad Algeri, spostandosi lungo il Maghreb, per poi ritornare a dipingere in Francia, in particolare nell'Alvernia.
Nel 1843 fu nominato Cavaliere della Legion d'Honneur.

## Esposizioni
Nel 1831 iniziò ad esporre al "Salon de Paris", dove ottenne riconoscimenti per quattro volte. In particolare, vinse la Medaglia di 1ª Classe
nel 1839 e nel 1848. Nel 1854 si aggiudicò il Primo Premio all'Esposizione di Ginevra.
Smise di esporre al "Salon" solo nel 1857.

## Opere in collezioni pubbliche
- Amiens, Musée de Picardie: Ancienne voie Tiburtine, près Tivoli, 1843[2]
- New York, Brooklyn Museum : Vue de Tivoli, circa 1840[3].